# Juan María Lizarralde Urreta
Juan María Lizarralde Urreta, alias Heavy (San Sebastián, Guipúzcoa, 10 de abril de 1956 - Lumbier, Navarra, 25 de junio de 1990), fue un integrante histórico de la organización terrorista ETA. Fue máximo responsable del Comando Nafarroa, al que perteneció en dos etapas, hasta su muerte, por suicidio, durante los sucesos de la Foz de Lumbier en los que también murió su compañera Susana Arregui Maiztegui y el sargento de la Guardia Civil José Luis Hervás Mañas.

## Biografía
Comenzó su actividad en ETA en 1979, cuando se incorporó a un comando legal de la banda. En 1980 se integra en el Comando Buruntza, un satélite del Comando Donosti donde realizó sus primeros actos delictivos. Cometió su primer asesinato el 31 de octubre de 1980, al disparar en San Sebastián al abogado José María Pérez de Orueta. El 27 de noviembre asesina al teniente coronel del ejército Miguel Garciarena Baráibar, y el 27 de marzo de 1981 a Juan Costa Otamendi en Tolosa. Participó también en el atentado contra el Teniente de la Marina Francisco Santamaría Saldaña, y en el ataque contra el cuerpo de guardia de la prisión de Martutene.
El Buruntza fue desarticulado el 27 de junio de 1984, y Lizarralde consiguió huir a Francia.

### ComandoNafarroa
A finales de 1984, se incorporó al primer Comando Nafarroa de ETA, que funcionó entre 1979 y 1986. Esta primera parte del comando no era propiamente un comando estable; realizaba sus acciones y habitualmente huían al Sur de Francia, donde la policía española carecía de jurisdicción. Además de Lizarralde, compusieron este comando en diversas etapas Mercedes Galdós Arsuaga, Bitxori, José Ramón Martínez de la Fuente, Txori, Juan José Legorburu y Pedro María Gorospe Lerchundi, Txato el Viejo.
Durante esta época, el Comando Nafarroa asesinó al ex teniente coronel José Luis Prieto Gracia, al ex Comandante Jesús Alcocer Jiménez, los policías locales Tomás Palacín Pellejero y Juan José Visiedo Calero, el policía Francisco Miguel Sánchez, el niño Alfredo Aguirre Belascoain en el atentado contra el anterior, y el General en reserva Juan Atarés Peña.
En marzo de 1986, en una importante operación policial, el comando fue desarticulado y varios de sus miembros detenidos, pero Lizarralde consiguió escapar y volver a refugiarse en Francia.
En 1988, Lizarralde tuvo la responsabilidad de recomponer el Comando Navarra, con la colaboración de Germán Rubenach y Susana Arregui Maitegui. Después se les unirían Juan José Zubieta Zubeldia y Javier Goldaraz Aldaya.
Al mando de Lizarralde se realizan dos atentados con coche-bomba en Estella y Pamplona, y un ataque a un cuartel de la Guardia Civil en Alsasua, con un saldo total de 3 muertos y 11 heridos. Además, el 24 de noviembre de 1989 el comando secuestra al industrial Adolfo Villoslada, liberado 84 días después previo pago de un rescate de 350 millones de pesetas. Zubieta trabajaba en la empresa de Villoslada y facilitó toda la información necesaria para el secuestro del empresario.

### Muerte
El 25 de junio de 1990, tres de los integrantes del comando, Lizarralde, Arregi y Rubenach, se encontraban en el paraje navarro de Foz de Lumbier realizando preparativos para un atentado cuando fueron sorprendidos por una pareja de la Guardia Civil. Lizarralde disparó dos veces sobre un sargento de la Benemérita, José Luis Hervás Mañas, que resultó muerto en el acto. Entonces, los tres terroristas huyeron río arriba mientras el otro guardia dio la voz de alarma. Fuerzas del Grupo Antiterrorista Rural acordonaron la zona y comenzaron una batida con helicópteros y perros policía que, antes de caer la noche, localizaron, gravemente herido, a Rubenach. Por la mañana, cuando las fuerzas especiales continuaron la búsqueda, encontraron muertos a Arregi y Lizarralde, ambos con disparos en la cabeza. Lizarralde, además, se encontraba con la cabeza sumergida en el río Irati. Según la versión oficial de los hechos, corroborada por la primera declaración ante el juez de Germán Rubenach, al verse rodeados por la policía optaron por el suicidio colectivo. Posteriormente, Rubenach cambió su declaración alegando amnesia y dijo que no sabía como se habían producido los hechos.
En julio, los análisis practicados por el Instituto Nacional de Toxicología al cuerpo de Juan María Lizarralde determinaron que su fallecimiento pudo producirse por ahogamiento en las aguas del río Irati, en el que tenía introducida la cabeza cuando fue hallado. El estudio posterior explicó que la presencia de agua en sus órganos vitales no era incompatible con la muerte por disparo, y desmontó la posibilidad de que el ahogamiento fuera anterior al disparo.

### Entierro
Juan María Lizarralde fue enterrado el 28 de junio en su localidad de origen, Andoáin. La formación Herri Batasuna, brazo político de ETA, intentó que fuera declarado Hijo Predilecto de la localidad -propuesta que fue rechazada por el pleno del ayuntamiento- y que su capilla ardiente se instalara en el salón de actos de la casa consistorial, cosa que al final sí consiguieron.
La izquierda abertzale interpretó los sucesos de Lumbier como un acto premeditado por las fuerzas de seguridad.